# Parapsychologie
Die Parapsychologie (von altgriechisch παρα- para-, deutsch ‚neben‘, und ψυχολογία psychología, deutsch ‚Seelenkunde‘) versteht sich selbst als wissenschaftlichen Forschungszweig, der angeblich jenseits des normalen Wachbewusstseins liegende psychische Fähigkeiten untersucht, die das normale Erkenntnisvermögen überschreiten, und ihre Ursachen sowie ein mögliches Leben nach dem Tod. Die seriöse Wissenschaft erkennt die Parapsychologie als wissenschaftliche Disziplin gemeinhin nicht an und betrachtet sie als Pseudowissenschaft.
Die parapsychologischen Experimente benutzten Zufallsgeneratoren für den Versuch, außersinnliche Wahrnehmung, Psychokinese und Präkognition nachzuweisen. Mit sensorischer Deprivation und Ganzfeld-Versuchen wird die Möglichkeit außersinnlicher Wahrnehmung untersucht. In den Vereinigten Staaten spielten diese Tests in der Vergangenheit eine Rolle bei dem Bemühen der Geheimdienste, außersinnliche Wahrnehmung für Spionagezwecke einzusetzen.
Parapsychologische Experimente werden nur an wenigen Orten auf der Welt systematisch durchgeführt, so an einigen Universitäten und privat finanzierten Instituten.
Die Anfänge der Parapsychologie reichen bis ins 19. Jahrhundert zurück. Dennoch ist es der Parapsychologie bislang nicht gelungen, die Existenz der von ihr untersuchten Phänomene zweifelsfrei nachzuweisen, trotz des Einsatzes von auch in anderen Bereichen der Wissenschaft wie der Psychologie und der Medizin verwendeter Methoden. Die Kritik an der Parapsychologie ist teilweise grundsätzlich, das heißt die Möglichkeit der Existenz paranormaler Phänomene wird grundsätzlich bestritten, teilweise bezieht sie sich auf die angewandten Methoden.

## Terminologie
Die Bezeichnung „Parapsychologie“ wurde 1889 von dem Psychologen Max Dessoir in einem Beitrag in der theosophischen Zeitschrift Sphinx eingeführt. Dessoir erläuterte die Wortwahl folgendermaßen: „Bezeichnet man … mit Para – etwas, das über das Gewöhnliche hinaus oder neben ihm hergeht, so kann man vielleicht die aus dem normalen Verlauf des Seelenlebens heraustretenden Erscheinungen parapsychische, die von ihnen handelnde Wissenschaft „Parapsychologie“ nennen. …Das Wort ist nicht schön, aber es hat meines Erachtens den Vorzug, ein bisher noch unbenanntes Grenzgebiet zwischen dem Durchschnitt und den abnormen, pathologischen Zuständen kurz zu kennzeichnen.“ Zu den zwischen den pathologischen Zuständen und den normalen Zuständen des Seelenlebens angesiedelten Erscheinungen gehörten zunächst vor allem die Phänomene des Mesmerismus wie Hypnose und animalischer Magnetismus. Joseph Banks Rhine griff den Ausdruck „Parapsychologie“ in den 1930ern als Ersatz für den Begriff psychical research auf, um die Betonung auf Laborforschung und wissenschaftliche Methodik hervorzuheben. Parapsychologen bezeichnen die parapsychischen Phänomene, denen sie nachspüren, mit dem griechischen Buchstaben ψ (= Psi), dem ersten Buchstaben des Wortes Psyche. Da sich die Parapsychologie mit okkulten Phänomenen beschäftigt, die sich wissenschaftlich zunächst nicht erklären lassen, Wissenschaftler aber das Wort Okkultismus meiden, verwenden sie stattdessen Begriffe wie Metapsychologie, ASW und Parapsychologie.

## Geschichte

### Frühe Forschung

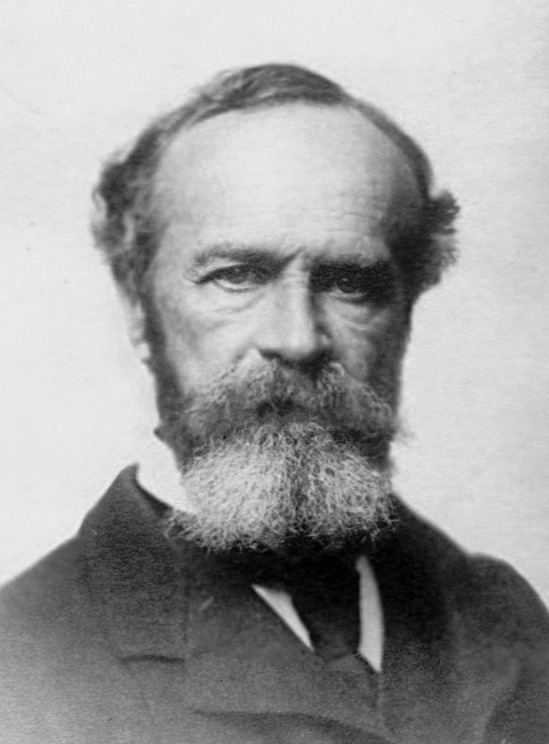
Der amerikanische Psychologe und Philosoph William James (1842–1910) gehörte mit zu den frühen Forschern auf dem Gebiet der Parapsychologie.

Die Geschichte der Parapsychologie begann 1862 mit der Gründung des Ghost Club in England, der es sich zur Aufgabe machte, Geistererscheinungen zu untersuchen. 20 Jahre später, also 1882, wurde die Society for Psychical Research (SPR) in London gegründet. Die SPR war der erste systematische Versuch, Wissenschaftler und Gelehrte in einer Organisation zu versammeln, um eine kritische und nachhaltige Erforschung paranormaler Phänomene zu gewährleisten. Zu den frühen Mitgliedern der SPR gehörten Philosophen, Gelehrte, Wissenschaftler, Pädagogen und Politiker wie Henry Sidgwick, Arthur Balfour, William Crookes, Rufus Osgood Mason und Charles Richet.
Die SPR teilte ihre Forschungsgegenstände in verschiedene Klassen ein: Telepathie, Hypnose, Reichenbachs Lebenskraft Od, Geistererscheinungen und die parapsychologischen Begleitphänomene des Spiritismus wie das Tischerücken und Materialisationen. Eine der ersten gemeinsam vollbrachten Leistungen war die „Erhebung über Sinnestäuschungen“ (Census of Hallucinations), die Geistererscheinungen und Sinnestäuschungen bei Gesunden untersuchte. Diese Erhebung war der erste Versuch der SPR, mittels statistischer Methoden paranormale Phänomene zu erfassen, und die daraus 1886 hervorgegangene Publikation „Erscheinungen Lebender“ (Phantasms of the Living) wird immer noch häufig in der parapsychologischen Literatur zitiert.
Die SPR wurde zum Vorbild für ähnliche Gesellschaften in anderen europäischen Ländern und in den Vereinigten Staaten im späten 19. Jahrhundert. Vor allem auf Betreiben durch William James wurde die American Society for Psychical Research (ASPR) in New York 1885 gegründet.

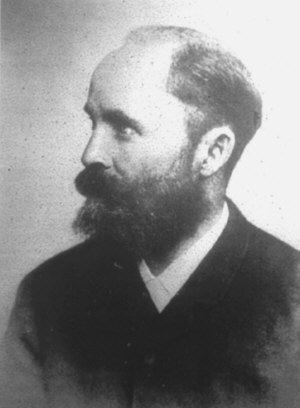
Carl Freiherr du Prel

 In Deutschland gründeten 1886 Albert Freiherr von Schrenck-Notzing und Carl du Prel die Psychologische Gesellschaft in München. Sie führte Untersuchungen zur Hypnose und zur Telekinese durch. Vor allem die dokumentierten Telekineseversuche in den 1920er und 1930er Jahren an der Münchener Universität, die Schrenck-Notzing im Beisein von Ärzten und Prominenten vorführte, machten die Parapsychologie in Deutschland bekannt. Bei diesen Versuchen mussten sich die Versuchspersonen vor den Tests im Beisein von Beobachtern entkleiden und umziehen und wurden bei den Versuchen oft in Käfige eingesperrt und an Händen und Füßen festgehalten.
Bevor ungewöhnliche Effekte beobachtet werden konnten, gingen oft Stunden des Wartens voraus, in denen die Versuchspersonen in eine tiefe Trance mit lebhaften körperlichen Begleitsymptomen fielen. Die „telekinetischen“ Phänomene zeigten sich dann in Form einer Spieluhr, die von selbst zu spielen begann und danach auf Zuruf des Versuchsleiters vom Medium wieder angehalten oder neu gestartet werden konnte. Von emporschwebenden Taschentüchern wurde auch berichtet. Nach solchen Vorführungen wurden die Gegenstände von den Zeugen inspiziert. Dem Medium selbst waren phosphoreszierende Armbänder und Leuchtpunkte auf die Kleidung befestigt worden, um auch bei geringer Helligkeit mögliche Täuschungsversuche erkennen zu können. Als Besonderheit dieser Trance wird ihre erotische Komponente angemerkt: Es kam mitunter zu Samenergüssen des Mediums während der Trance, was bei der nachfolgenden Kleiderkontrolle bemerkt wurde. Der Schriftsteller Thomas Mann war als prominenter Zeuge bei den telekinetischen Vorführungen Schrenck-Notzings mit dem Medium Rudi Schneider dabei und verarbeitete seine Erfahrungen in dem Roman Der Zauberberg.
Bei der Kriminalpolizei wurden ab 1919 „Telepathen“ zur Aufklärung von Verbrechen eingesetzt, um daraus Rückschlüsse über den möglichen Einsatz von Medien bei der Ermittlungsarbeit zu gewinnen: „Landesweite Schlagzeilen machte beispielsweise im Sommer 1921 die Frankfurter Wahrträumerin Minna Schmidt. Sie hatte im Fall eines Doppelmordes an zwei Bürgermeistern in Heidelberg den späteren Fundort der Leichen bestimmt …, was zum Thema für große Feuilletons … wurde.“ In der überwiegenden Mehrheit der Fälle, in denen Kriminaltelepathen eingesetzt wurden, konnten diese jedoch nichts zur Verbrechensaufklärung beitragen. Auch der Parapsychologe Hans Bender kam zu der Schlussfolgerung, dass die Angaben von Hellsehern vielleicht „parapsychologisch interessant“ seien, aber „für die Ermittlung nutzlos“. Sogar „gemeingefährlich“ sei es, wenn selbsternannte „okkulte Detektive“ sich einmischten.
Der französische Arzt Charles Richet forschte systematisch auf dem Gebiet der Parapsychologie; vor allem untersuchte er spiritistische Sitzungen, war aber auch der erste, der die statistische Methode 1895 in die Parapsychologie eingeführt hat. 1919 wurde in Frankreich das Institut Métapsychique International gegründet. Die ersten Forschungen fanden statt mit dem Medium Franek Kluski, dem nachgesagt wurde, Tiere und menschliche Formen materialisieren zu können.
In den Niederlanden wurde 1920 die Studievereiniging voor Psychical Research gegründet, die ab 1921 die Zeitschrift Mededeelingen der Studievereiniging voor Psychical Research (MSPR) herausgab. 1928 begründeten Paul Dietz, Wilhelm Heinrich Carl Tenhaeff und Emil Wegelin die unabhängige Tijdschrift voor Parapsychologie (TP).

### Die Ära J. B. Rhine

Frühe parapsychologische Forschung arbeitete mit Zenerkarten in Laborversuchen, um telepathische Fähigkeiten nachzuweisen.

1911 wurde die Stanford-Universität zur ersten akademischen Institution in den Vereinigten Staaten, in der außersinnliche Wahrnehmung und Psychokinese im Labor erforscht wurden. 1930 wurde die Duke-Universität in Durham zur zweiten größeren akademischen Institution, die sich um die Erforschung von außersinnlicher Wahrnehmung und Psychokinese im Labor bemühte. Unter der Anleitung des Psychologen William McDougall und mit Hilfe anderer, darunter die Psychologen Karl Zener, Joseph Banks Rhine und Louisa E. Rhine, begann die Laborforschung zur außersinnlichen Wahrnehmung. Als Versuchspersonen wurden freiwillige Studenten herangezogen. Im Gegensatz zu den Ansätzen der SPR und der ASPR, die versuchten, durch qualitative Belege die Existenz paranormaler Phänomene zu bekräftigen, stützte man sich an der Duke-Universität auf quantitative Methoden. In Zenerkarten-Tests zum Nachweis außersinnlicher Wahrnehmung und Würfelversuchen zum Nachweis von Psychokinese wurden Ergebnisdaten erhoben, die dann mit Hilfe standardisierter statistischer Methoden ausgewertet werden konnten.
Durch Rhines Buch Neuland der Seele („New Frontiers of the Mind“) im Jahre 1937 wurde die Laborforschung in Durham in eine breite Öffentlichkeit getragen. Rhine gründete innerhalb der Duke-Universität ein selbständiges parapsychologisches Labor und rief die Zeitschrift Journal of Parapsychology ins Leben, die er zusammen mit William McDougall herausgab.
Die parapsychologischen Experimente an der Duke-Universität stießen auf viel Kritik vonseiten akademischer Psychologen, welche die Vorgehensweisen angriffen und die Existenz von außersinnlicher Wahrnehmung bestritten. Rhine und seine Mitarbeiter versuchten der Kritik durch neue Verfahren, Experimente und Studien zu entgegnen. Sie stellten sowohl Kritik wie auch ihre Entgegnungen in dem Buch Extra-Sensory Perception After Sixty Years ausführlich dar. Als Rhine 1965 in den Ruhestand ging, wurden die Verbindungen zwischen der Universität und der Parapsychologie aufgekündigt, später gründete Rhine aber die Foundation for Research on the Nature of Man (FRNM) und das Institute for Parapsychology als Nachfolgeinstitute des Labors an der Duke-Universität. 1995, zum 100. Geburtstag J. B. Rhines, wurde das FRNM umbenannt in das Rhine Research Center. Heute ist das Rhine Research Center ein parapsychologisches Forschungsinstitut, das sich laut eigenen Angaben bemüht, die „Tiefe, Weite und die Möglichkeiten des menschlichen Bewusstseins“ auszuloten.
In Deutschland forschte der Biologe und Naturphilosophie-Professor Hans Driesch ab 1924 im Bereich der Parapsychologie, fungierte 1926–1927 als Präsident der Society for Psychical Research und publizierte 1932 eine Methodenlehre für dieses Gebiet (Parapsychologie – Die Wissenschaft von den „okkulten“ Erscheinungen).

### Nach dem Zweiten Weltkrieg
In Deutschland wurde 1950 das Institut für Grenzgebiete der Psychologie und Psychohygiene (IGPP) in Freiburg im Breisgau von dem Parapsychologen Hans Bender gegründet. 
Schwerpunkte waren damals die Erforschung von Spukfällen sowie Laborversuche zu außersinnlicher Wahrnehmung und Psychokinese. Heute beschäftigt sich das Institut „mit der systematischen und interdisziplinären Erforschung von bisher unzureichend verstandenen Phänomenen und Anomalien an den Grenzen unseres Wissens. Dazu zählen veränderte Bewusstseinszustände und Erfahrungsbereiche, psychophysische Beziehungen sowie deren soziale, kulturelle und historische Kontexte aus den Perspektiven von Geistes-, Sozial- und Naturwissenschaften.“
Die Parapsychologische Vereinigung („Parapsychological Association“, abgekürzt PA) wurde in Durham, North Carolina am 19. Juni 1957 gegründet. Ihre Bildung wurde durch J. B. Rhine bei einer Tagung im Parapsychologischen Labor der Duke-Universität angeregt. Rhine wünschte sich, dass die Vereinigung zum Keim einer internationalen professionellen Gesellschaft der Parapsychologie werde. Das Ziel der Vereinigung war laut der Satzung, dass „die Parapsychologie zu einer Wissenschaft aufsteigt, neue Erkenntnisse in ihrem Bereich verbreitet und die Entdeckungen mit den Erkenntnissen anderer Wissenschaftsbereiche verknüpft“.
1969 wurde die Parapsychologische Vereinigung in die American Association for the Advancement of Science (AAAS) aufgenommen, die größte wissenschaftliche Gesellschaft weltweit. Zehn Jahre später verlangte der Physiker John A. Wheeler, dass die AAAS die weitere Mitgliedschaft der Parapsychologischen Vereinigung überprüfen müsse mit der Begründung, die Parapsychologie sei eine Pseudowissenschaft. Wheeler scheiterte jedoch mit seinem Versuch, die Parapsychologische Vereinigung aus der AAAS auszuschließen. Heute besteht die Parapsychologische Vereinigung aus 109 Vollmitgliedern weltweit und ist weiterhin Mitglied in der AAAS.

### Die 1970er Jahre: Dekade intensiver Forschung
Die Verbindung der Parapsychologischen Gesellschaft mit der American Association for the Advancement of Science zusammen mit einer allgemeinen Offenheit für parapsychologische und okkulte Phänomene in den 1970er Jahren löste eine Dekade intensiver parapsychologischer Forschung aus. Aus dieser Dekade gingen weitere Organisationen wie die Academy of Parapsychology and Medicine (1970), das Institute of Parascience (1971), die Academy of Religion and Psychical Research, das Institute of Noetic Sciences (1973), die International Kirlian Research Association (1975) und das Princeton Engineering Anomalies Research Laboratory (1979) hervor.
Der Bereich der Forschungsgegenstände variierte. Die Psychologin Thelma Moss studierte die Kirlianfotografie im parapsychologischen Labor der Universität Los Angeles. Karlis Osis führte Versuche zu außerkörperlichen Erfahrungen durch und der Physiker Russell Targ prägte den Begriff remote viewing (Fernwahrnehmung) für seine Psi-Versuche 1974.
Andreas Resch aus Österreich wurde ab 1969 Professor für „Klinische Psychologie und Paranormologie an der Accademia Alfonsiana, Päpstliche Lateranuniversität Rom“. Resch gründete 1980 in Innsbruck das Institut für Grenzgebiete der Wissenschaft (IGW) und bemühte sich um eine neue Systematik der Erforschung paranormaler Effekte unter dem Begriff Paranormologie.
Das rege Interesse an parapsychologischen Phänomenen hielt bis in die 1980er Jahre an. Ende der 1980er Jahre meldete die Parapsychologische Vereinigung, dass ihre Mitglieder aus mehr als 30 Nationen kommen. Zusätzlich wurde parapsychologische Forschung außerhalb der Parapsychologischen Vereinigung im Ostblock und in der früheren Sowjetunion betrieben. Intensiv wurden hier die angeblichen psychokinetischen Fähigkeiten des Mediums Nina Kulagina erforscht.

### Die Parapsychologie in der Gegenwart
Im Vergleich zu den 1970er Jahren hat die parapsychologische Forschung in der Gegenwart weltweit beträchtlich abgenommen. Einerseits konnte die quantitative Forschung nicht die Beweiskraft aufbringen, die von ihr erwartet wurde. Andererseits erwiesen sich einige scheinbar paranormale Effekte wie zum Beispiel die Kirlianfotografie unter strengeren Versuchsbedingungen als naturwissenschaftlich erklärbar. Viele Universitäten schlossen ihre parapsychologischen Abteilungen. So wurde der einzige parapsychologische Lehrstuhl in Deutschland an der Universität Freiburg mit dem Tod von Johannes Mischo 2001 aufgehoben.
In den Niederlanden wurde der ursprünglich weltweit erste Lehrstuhl für Parapsychologie an der Universität Utrecht aufgelöst, den Wilhelm Heinrich Carl Tenhaeff, Sybo van Shouten und der Physiker Dick Bierman innehatten.
In den Vereinigten Staaten wurde parapsychologische Forschung zunehmend von privaten Institutionen außerhalb der Universitäten betrieben, finanziert durch Sponsoren und private Geldgeber. Nach 28 Jahren Forschung schloss auch eines der letzten universitär angebundenen Laboratorien, das Princeton Engineering Anomalies Research Laboratory (PEAR) 2007 mit der Emeritierung von Robert G. Jahn.
Die Universität in Sankt Petersburg und zwei Universitäten in den Vereinigten Staaten unterhalten parapsychologische Forschungseinrichtungen: Die Universität von Virginia mit einer Abteilung für Wahrnehmungsstudien in dem Fachbereich Psychiatrie und die Universität von Arizona mit dem Veritas Laboratory. Verschiedene private Einrichtungen wie das Institute of Noetic Sciences betreiben und fördern parapsychologische Forschung.
In Großbritannien wurden durch Robert L. Morris an der Koestler Parapsychology Unit der Universität Edinburgh viele Forschungsprojekte an verschiedenen britischen Universitäten angeregt. So existiert die parapsychologische Forschungsgruppe an der Hope-Universität in Liverpool, die Abteilung „Bewusstsein und Transpersonale Psychologie“ an der John-Moores Universität Liverpool das „Zentrum für das Studium anomaler psychologischer Prozesse“ an der Universität Northampton und die Anomalistische Psychologie-Forschungseinheit am Goldsmiths College in London.
In Deutschland wird parapsychologische Forschung gegenwärtig neben dem Institut für Grenzgebiete der Psychologie und Psychohygiene (IGPP) unter der Leitung von Dieter Vaitl auch an der von Walter von Lucadou geleiteten Parapsychologischen Beratungsstelle in Freiburg betrieben; die Parapsychologische Beratungsstelle bietet ein Beratungsangebot für Menschen, die behaupten, ungewöhnliche, paranormale, okkulte oder unerklärliche Erfahrungen gemacht zu haben.
Parapsychologische Forschung ist zu einem kleinen Teil auch in andere Unterdisziplinen der Psychologie aufgegangen, darunter die anomalistische Psychologie, die paranormalen Überzeugungen und subjektiven anomalistischen Erfahrungen mit traditionell psychologischen Methoden nachgeht.

## Forschung

### Untersuchungsgebiet
Zu den Forschungsobjekten der Parapsychologie gehören scheinbar paranormale Phänomene, wie sie schon aus magischen und mystischen Bewusstseinszuständen stammend, seit der Antike und dem Mittelalter überliefert wurden, z. B.:
- Divination: Wahrsagen und Weissagen (siehe Prophezeiung)
- Telepathie: Übertragung von Informationen durch Gedanken oder Gefühle zwischen Menschen ohne dabei irgendwelche Hilfsmittel der klassischen fünf Sinne zu verwenden.
- Präkognition: Empfangen oder wahrnehmen von Informationen zukünftiger Ereignisse, bevor diese eintreten und ohne dass sie aus den Möglichkeiten der Vergangenheit oder Gegenwart extrapoliert werden können.
- Hellsehen: Das Erhalten von Informationen über Begebenheiten oder Ereignisse an entfernten Orten mithilfe bisher unbekannter Mittel.
- Psychokinese und Spuk: Die Fähigkeit, materielle oder physikalische Prozesse mithilfe bisher unbekannter Mittel zu beeinflussen.
- Geistererscheinungen: Phänomene, die oft in Verbindung gebracht werden mit Gespenstern und an Orten geschehen, die ein Verstorbener häufig aufgesucht hat oder an Orten, an denen ein Verstorbener zuvor gelebt hat.
- Schlafwandeln
- Materialisation
- Vision

Bei der Untersuchung scheinbar paranormaler Phänomene stellt sich unter strengen Experimentalbedingungen immer wieder heraus, dass es sich um normal erklärbare Erscheinungen handelt. Lassen sich parapsychologische Erscheinungen nicht erklären, wird, sofern sich Massenexperimente durchführen lassen, mittels der statistischen Parapsychologie versucht nachzuweisen, dass die Erscheinungen reiner Zufall sind.

### Methoden
Parapsychologen benutzen qualitative Methoden wie sie auch in der traditionellen Psychologie und der Feldforschung angewendet werden (zum Beispiel das Platz-Experiment), aber auch quantitativ-statistische, empirische Methoden, die vor allem auf der Wahrscheinlichkeitsrechnung aufbauen. Zu den eher umstrittenen Methoden gehören die Metaanalysen zum Nachweis von „Psi“.

### Feldforschung
Die parapsychologische Beratungsstelle in Freiburg richtet ihr besonderes Augenmerk auf ungewöhnliche Erfahrungen mit Spuk und Poltergeist-Phänomenen. Sie wird von Menschen konsultiert, die scheinbar unerklärliche Vorgänge erleben. Durch Untersuchungen vor Ort soll festgestellt werden, ob eine Erklärung für die beobachteten Phänomene zu finden ist. So wurde beispielsweise ein „sprechender Wasserkessel“ untersucht, mit der Schlussfolgerung, dass ein stark einstrahlender Radiosender das Metall zum Vibrieren und damit zum Sprechen brachte, ähnlich wie eine Lautsprechermembran.

### Experimentelle Forschung

#### Ganzfeldversuche

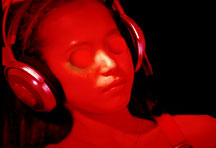
Teilnehmer eines Ganzfeld-Versuchs, um Telepathie nachzuweisen

Der Ganzfeld-Versuch ist ein Experiment, mit dem die Telepathie nachgewiesen werden soll.
In einem typischen Ganzfeld-Versuch gibt es zwei Versuchspersonen, A und B, die beide voneinander räumlich getrennt und voneinander abgeschirmt sind. Person A wird von Umweltreizen abgeschirmt, während der Person B Bilder oder kurze Videos gezeigt werden. Person B soll dann diese Information an Person A „senden“, welche dabei ihre Gedanken laut vorträgt. Zur Auswertung werden A vier Bilder oder Videos gezeigt, von denen eines das der Person B gezeigte Bild oder Video ist, die anderen drei dienen der Kontrolle. A versucht nun, das richtige vorher „gesendete“ Bild oder Video allein aufgrund der Eindrücke und Empfindungen der Ganzfeld-Sitzung zu identifizieren.
Parapsychologen wie Dean Radin, Charles Honorton und Daryl J. Bem berichten, dass in den Ganzfeld-Versuchen – weltweit wurden ca. 3000 Sitzungen von rund zwei Dutzend Versuchsleitern durchgeführt – überdurchschnittlich oft vom „Empfänger“ das Bild oder Video ausgewählt wurde, das vorher auch „gesendet“ wurde. Bem schreibt, dass Metaanalysen, die viele Ganzfeld-Studien berücksichtigen, eine hohe Signifikanz für diese Versuchsreihen feststellten, stieß mit seinen Behauptungen aber auf Ablehnung in der Wissenschaftsgemeinde.

#### Fernwahrnehmung
Fernwahrnehmungsversuche (Remote viewing) testen die Fähigkeit, an Informationen über ein entferntes Objekt zu gelangen, das der körperlichen Wahrnehmung der Versuchsperson nicht zugänglich ist. Dabei versucht die Versuchsperson beispielsweise ein an einem entfernten Ort platziertes Foto zu beschreiben; es existieren aber verschiedene Methoden der analytischen Auswertung solcher Versuche. Ein Verfahren besteht darin, sieben Zielfotos und sieben „Antworten“ der Versuchsperson einem unabhängigen Dritten vorzugeben, der dann das richtige Foto und die richtige Antwort der Versuchsperson dazu bestimmen soll.
Mehrere hundert solcher Versuche wurden von Forschern in mehr als zwei Dekaden am Princeton Engineering Anomalies Research Laboratory (PEAR) und von Wissenschaftlern der US-Regierung durchgeführt. Robert G. Jahn und Brenda Dunne vom Princeton Engineering Anomalies Research Laboratory sehen in den gesammelten und ausgewerteten Ergebnissen dieser Versuche einen Hinweis darauf, dass Informationen von entfernten Fotos, wirklichen Landschaften und Ereignissen überdurchschnittlich oft „empfangen“ wurden.

#### Psychokinese mit Zufallsgeneratoren
Die Entwicklung leistungsfähiger und kostengünstiger Elektronik und Computertechnik ermöglichte vollautomatische Experimente, um die möglichen Interaktionen zwischen Bewusstsein und physikalischen Prozessen zu untersuchen. In der üblichen Form dieser Versuche wird ein echter Zufallsgenerator (RNG, abgeleitet von engl. Random Number Generator), basierend auf elektronischem Rauschen oder auf radioaktivem Zerfall, verwendet. Die erzeugten Daten werden aufgezeichnet und durch einen Computer ausgewertet. Eine Testperson soll während einer vorher festgelegten Versuchsdauer  versuchen, allein mittels Gedankenanstrengung die Verteilung der Zufallsdaten zu verändern. Solch ein Experiment entspricht dem Versuch, beim Münzwerfen mehr „Zahlen“ als „Köpfe“ zu werfen oder umgekehrt.
Größere Metaanalysen solcher Psychokineseversuche mit Zufallsgeneratoren werden in mehrjährigen Abständen seit 1986 veröffentlicht. PEAR-Gründer Robert G. Jahn und seine Mitarbeiterin Brenda Dunne behaupten, dass die Effektstärke in allen Versuchen sehr gering sei, aber unabhängig vom verwendeten Versuchsdesign statistische Signifikanz erreiche. Die Metaanalyse wurde im Psychological Bulletin 2006 zusammen mit kritischen Kommentaren veröffentlicht. Diese Metaanalyse umfasste 380 Studien und zog die zuvor behauptete statistische Signifikanz in Zweifel.
Bei Versuchen zu Vorausahnungen (Präkognition) werden einer Testperson auf einem Bildschirm per Zufallsprinzip und in unregelmäßigem Abstand beruhigende oder erregende Bilder gezeigt. Dazu wird ein echter Zufallsgenerator verwendet, wodurch sichergestellt wird, dass die Darbietung keinem berechenbaren Muster folgt. Eine Sonde an der Hautoberfläche misst den Hautwiderstand, der sich bei Erregung verändert. Sowohl die Bilder in ihrer Reihenfolge als auch die Veränderungen des Hautwiderstandes werden aufgezeichnet und hinterher ausgewertet. Bei einem solchen Experiment wurde beobachtet, dass es bereits zu Veränderungen im Hautwiderstand wenige Sekunden vorher kam, bevor die entsprechenden Bilder angezeigt wurden. Der Signifikanzwert p (die Wahrscheinlichkeit dafür, dass ein solches Ergebnis unter rein zufälligen Bedingungen zustande kommt und nicht auf präkognitive Fähigkeiten zurückzuführen ist) war in diesem Experiment kleiner als 0,001, also kleiner als ein Tausendstel.

#### Direkte mentale Beeinflussung von lebenden Wesen
Parapsychologen halten seit langem den mentalen Einfluss einer Person auf die Gedanken, Empfindungen oder das Nervensystem einer entfernten anderen Person für möglich. Sie benutzen dafür Begriffe wie Psychokinese, „bio-PK“ oder Abkürzungen wie „DMILS“ (engl. „direct mental interactions with living systems“, zu Deutsch Direkte mentale Beeinflussung von lebenden Wesen). Die ersten Untersuchungen gehen auf Charles Tart zurück. Tart fügte sich 1963 selbst Schocks zu, während bei einer Versuchsperson in einem anderen Raum Reaktionen des Sympathikus überwacht wurden. Tart berichtete über „erstaunliche Korrelationen“. Elisabeth Targ versuchte später, die Ergebnisse zu reproduzieren.  Bei vielen DMILS-Experimenten wird versucht, aus dem direkten Vergleich der Hirnströme (EEG) oder Hirnaktivitäten der Probanden Schlüsse zu ziehen. Man hat durch viele verschiedene Maßnahmen versucht, statistisch signifikante Ergebnisse zu erzielen. So setzte man die Probanden etwa starken Reizen wie Lichtblitzen aus, weil man hoffte, dass diese sich im Hirn stärker einprägten als Bilder, Filme oder Gedanken. Dabei wurden bevorzugt motivierte Probanden eingesetzt, die sich sehr nahestanden. Positive Ergebnisse erhoffte man sich auch von guten Freunden oder eineiigen Zwillingen. Es wurde auch versucht, die Probanden durch Meditation aufeinander einzustimmen. Daher prägten Schlitz, Radin, Targ, Stone u. a. den scherzhaften Namen „Love studies“.
Duane und Behrendt schilderten 1965 einen DMILS-Versuch mit eineiigen Zwillingen in Science, Grinberg-Zylberbaum wiederholte sie 1993 mit Lichtblitzen als Reiz und Harald Walach, in Freiburg, 2003 mit schwarz-weißen Schachbrettmustern. Grindberg-Zylberbaum berichtete über „zeitgleich-spezifische Muster“ in den EEGs von Paaren, die sich zuvor durch gemeinsame Meditation innerlich einander zugewandt hatten. Bei ähnlichen Versuchen 2004 von M. Kittenis sollen die einzigen Personen, die keinerlei Synchronisierung im EEG zeigten, diejenigen ohne Partnerbindung gewesen sein. Weitere DMILS-Versuche führten 2004 D.I. Radin durch, sowie M.Yamamoto 1996 mit Qigong-Meistern.
Grindberg-Zylberbaum versuchte, durch den Nachweis lokaler Hirnaktivitäten eine Synchronisation zwischen den Probanden nachzuweisen. Ähnlich experimentierten L. J. Standish 2003 und T. Richards 2005 an der Bastyr-Universität. Sie arbeiteten mit 30 sich nahestehenden Paaren, die über Meditationserfahrung verfügten. Auch M. Kittenis wertete ihre Versuche von 2004 als erfolgreich. Grundsätzlich stellen die Parapsychologen bei diesen qualitativen DMILS-Experimenten nicht die Anforderung, dass eine statistisch signifikante Anzahl der Probanden messbare Übereinstimmungen zeigen; für die Wertung als Erfolg genügt ein einziger Proband, der mehrmals zeitgleiche Effekte zeigt, die sich die Parapsychologen nicht anders erklären können. Es gibt deshalb auch keine Metastudien, aber dafür vielfältige Wiederholungen nach den oben beschriebenen Randbedingungen (Standish, Kittenis, Walach u. a.). Jedoch konnten in Untersuchungen von Wolfgang Ambach von 2008 zumindest bzgl. der Schachbrettmuster der von Grinberg gefundene Effekt nicht bestätigt werden.
Eine weitere Abwandlung von DMILS-Tests untersucht das Gefühl, von hinten angestarrt zu werden. Person A und Person B befinden sich in getrennten Räumen, und Person A wird in unregelmäßigen Zeitabständen gebeten, Person B auf einem Bildschirm „anzustarren“. Währenddessen werden die Reaktionen des vegetativen Nervensystems bei Person B gemessen und aufgezeichnet.
Eine Metaanalyse, die im British Journal of Psychology 2004 veröffentlicht wurde, wies einen kleinen, aber insgesamt signifikanten DMILS-Effekt aus. Allerdings wurde auch kritisch festgestellt, dass die Effektstärke unter die Signifikanzgrenze sinkt, wenn nur eine kleine Zahl der qualitativ besten Studien eines einzigen Labors ausgewertet werden. Die Autoren kommen zu dem Schluss, dass zwar die Möglichkeit einer Anomalie im Hinblick auf fernwirkende Bewusstseinsakte nicht ausgeschlossen werden kann, aber die Anzahl unabhängiger Wiederholungsstudien und theoretischer Modelle zur Erklärung dieser Effekte zu gering ist.

## Theorien und Modelle
Verschiedene Theorien und Modelle versuchen Psi-Phänomene im Rahmen bereits bekannter und erweiterter Theorien zu erklären.
Walter von Lucadou hat für die Erklärung von Spuk- und Poltergeistphänomenen das Modell der Pragmatischen Information vorgeschlagen, das eine „organisierte Geschlossenheit“ des menschlichen Bewusstseins mit Gegenständen seiner Umwelt annimmt, in der sich dann die bestehenden Spannungen auf unbewusste Weise in Form von Spuk „entladen“. Harald Atmanspacher, Hartmann Römer und Harald Walach haben dieses Modell weiterentwickelt zur Generalisierten Quantentheorie (Weak Quantum Theory), die mithilfe der aus der Quantenphysik bekannten Raum- und Zeitlosigkeit von Quanteneffekten (Nichtlokalität) auch transpersonale Phänomene und Psi-Effekte erklären will.
Der Biologe Volker Guiard kritisierte das Modell der Pragmatischen Information von Walter von Lucadou zur Erklärung von Spukfällen vor allem wegen seiner Ungenauigkeit. Es macht zwar Aussagen über das Auftreten und das Verschwinden paranormaler Phänomene, aber damit ist immer noch der Umstand verbunden, dass sich diese Phänomene dem forschenden Zugriff entziehen. Und unter diesen Bedingungen ist es schwer, überhaupt einen Nachweis für die Existenz solcher Phänomene zu erbringen.
Weitergehende Theorien beschreiben eine supra-physikalische Realität, in die unsere raum-zeitliche Realität mit ihren physikalischen Energiearten eingebettet ist. Beispiele sind die 12-dimensionalen Theorien von Burkhard Heim und Klaus Volkamer. In diesen Theorien enthaltene Fragwürdigkeiten oder Fehler führen dazu, dass sie von den Wissenschaften nicht beachtet werden. Ähnlich ergeht es der supra-physikalischen Theorie von J. H. Matthaei, die 12 zusätzliche Energiearten mit ihren supra-physikalischen Eigenschaften beschreibt. In keiner dieser Theorien gibt es „Psi“, aber sie liefern nach Ansicht ihrer Autoren tragfähigere Erklärungsrahmen für die nichtlokalen und nichtzeitlichen parapsychologischen Effekte als die physikalische Standardtheorie.

## Kritik

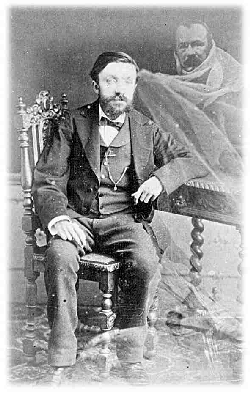
Künstlich hergestellte Geisterfotografien wie diese waren sehr populär im 19. Jahrhundert

Viele Beobachter der Parapsychologie bemängeln an den parapsychologischen Ergebnissen ihre schlechte Qualität und die unzureichenden Kontrollbedingungen. In ihrer Sicht hat das ganze Forschungsfeld der Parapsychologie keine schlüssigen Ergebnisse hervorgebracht. Sie führen zur Untermauerung ihrer Einschätzung Belege für Betrug, fehlerhafte Studien, magisches Denken und eine einseitige Sichtweise zur Erklärung parapsychologischer Ergebnisse an.
Die Existenz der parapsychologischen Phänomene ist bis heute Gegenstand regelmäßiger Auseinandersetzungen. Insbesondere wird kritisiert, dass die Parapsychologie kein klar definiertes Sachgebiet hat, keine reproduzierbaren Experimente vorweisen kann, mittels derer sich die postulierten Psi-Effekte jederzeit demonstrieren lassen könnten, noch einen theoretischen Unterbau entwickelt hat, der die Effekte erklären könnte. Der Psychologe James E. Alcock schreibt, dass nur wenige parapsychologische Ergebnisse interdisziplinäre Forschung mit Physik oder Biologie angeregt hätten. Alcock stellt fest, dass die Parapsychologie unter den Wissenschaften in einem Ausmaß isoliert dasteht, dass ihre Legitimität fraglich ist und als Ganzes nicht „wissenschaftlich“ genannt werden darf.

### Betrug

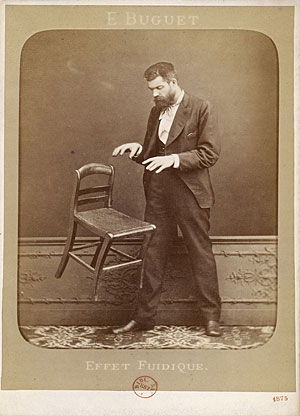
Der französische Fotograf Édouard Isidore Buguet demonstriert vorgetäuschte Telekinese, fotografiert 1875

Wie in anderen Forschungsgebieten auch, gibt es Belege für Betrug und Fälschung in der Geschichte der Parapsychologie. Aber speziell die Verbindung von Psi und Betrug ist weit verbreitet im wissenschaftlichen Bewusstsein. Der Direktor des Rhine Research Centers, John Palmer, schrieb: „Betrug bei parapsychologischen Versuchen ist der entscheidendste und wichtigste Faktor, der das Ansehen der Parapsychologie beschädigt und ihre Entwicklung verzögert.“
Das Soal-Goldney-Experiment von 1941 bis 1943, das vorgab, präkognitive Fähigkeiten in Testpersonen bewiesen zu haben, wurde lange Zeit für eine der besten Studien in diesem Feld gehalten, weil es auf unabhängige Kontrolle und auf unabhängige Zeugen setzte. Allerdings wurden viele Jahre später Verdächtigungen im Hinblick auf Betrug bestätigt, als bekannt wurde, dass Soal die Rohdaten des Versuchs gefälscht hatte.
Viele Medien benutzten betrügerische Elemente und konnten schon früh durch Skeptiker wie z. B. Richard Hodgson und Harry Price enttarnt werden. In den 1920ern kommentierte der Bühnenzauberer und Entfesselungskünstler Harry Houdini, dass die verwendeten Versuchsanordnungen nicht absolut betrugsicher wären. Der Bühnenmagier Allan (1909–1990) entlarvte spiritistische Schwindeleien, betrügerische „Telekinese“, Falschspieler und „Hellseher“. Nach 1945 war er Gutachter für Falschspiel.
1979 initiierte der Bühnenzauberer James Randi eine Entlarvungsaktion, die später als Project Alpha bekannt wurde. Randi bildete zwei junge Zauberkünstler aus und schickte sie inkognito zum McDonnell-Labor der Universität von Washington mit dem Ziel, schlechte Versuchsmethoden und die unbekümmerte Vertrauensseligkeit in der Parapsychologie zu entlarven. Obwohl das McDonnell-Labor keine öffentliche Aussage darüber machte, dass die von den beiden getarnten Zauberkünstlern demonstrierten Effekte authentisch seien, hintergingen sie die Versuchsleiter mit vermeintlich telekinetischer Löffelbiegerei vier Jahre lang. Dieses Experiment wurde als Argument dafür angeführt, dass die meisten, wenn nicht sogar alle ungewöhnlichen Versuchsergebnisse in der Parapsychologie auf Fehlern oder Betrug beruhen.

### Kritik der experimentellen Ergebnisse
Gutachter kritisieren, dass scheinbar erfolgreiche Versuchsergebnisse in der Psi-Forschung eher auf ungenauen Versuchsdurchführungen, schlecht ausgebildeten Forschern und methodischen Fehlern beruhen als auf echten Psi-Effekten.
So wurden die Ergebnisdaten des PEAR-Labors von der Statistik-Professorin Jessica Utts und dem Psychologen Ray Hyman in Frage gestellt. Utts hat festgestellt, dass diese Versuche an einer Vielzahl von Problemen leiden, was die Randomisierung, die statistischen Kontrolldaten und die Anwendung statistischer Modelle betrifft. Wegen der Defizite in den Versuchsanordnungen und der statistischen Auswertungsverfahren seien die publizierten Signifikanzwerte wertlos.
Psi ist ein negativ bestimmter Begriff, das heißt, die übliche Vorgehensweise, Belege für parapsychologische Phänomene zu gewinnen, geht über die statistische Abweichung vom mittleren Zufallswert. Der kritische Punkt ist jedoch: statistische Abweichung vom mittleren Zufallswert ist, streng genommen, nur ein Beleg für eine statistische Anomalie, oder ein Indiz, dass irgendeine unbekannte Variable die beobachtete Mittelwertabweichung bewirkt hat. Damit aber kann keine positive Aussage über Psi gemacht werden. So stellt Psi eine Leerhülse dar, die eigentlich nur beschreibt, dass die Daten eines Experimentes mit den bekannten Variablen nicht zu 100 Prozent erklärt werden können. Hyman geht noch weiter und schlussfolgert, dass selbst, wenn eine parapsychologische Forschung in der Lage ist, einen signifikanten, reproduzierbaren Effekt zu erzeugen, das noch weit entfernt ist von der Schlussfolgerung, dass Psi-Wirkungen endlich bewiesen seien.

### Voreingenommenheit und Metaanalysen
Ausgewähltes Berichten (engl. „selection bias“ oder „selective reporting“) wird von Kritikern als eine Erklärung für die positiven Ergebnisse der Parapsychologie angegeben. Selektives Publizieren bedeutet, dass nur positive Studien publiziert werden, während negative Studien oder unbedeutende Ergebnisse nicht öffentlich gemacht werden. Selektives Publizieren hat einen erheblichen Einfluss auf Metaanalysen, die eine statistische Methode darstellen, um die Ergebnisse vieler Studien zusammenzufassen und daraus eine Gesamtsignifikanz zu bestimmen, die größer als diejenige von einzelnen Studien sein kann. Wenn aber die negativen und unbedeutenden Studien in solch einer Metaanalyse nicht vorkommen, wird das Gesamtergebnis am Ende positiv verzerrt und führt dann zu falschen Schlüssen. Als Beispiel: Die Metaanalyse zu Psychokineseversuchen vereinte die Ergebnisse von 380 Studien einschließlich der Daten des Princeton Engineering Anomalies Research-Labors. Durch eine andere Methode der Effektstärkenberechnung stellte sich heraus, dass die positive Gesamtsignifikanz dieser gesamten Studien sich durch nur wenige zusätzliche negative Studien aufhebt, was den Verdacht von selektivem Publizieren als Ursache des positiven Gesamtergebnisses schürt.
Die Popularität von Metaanalysen wurde schon von zahlreichen Wissenschaftlern kritisiert und stellt die Resultate der Parapsychologie in Frage. Kritiker werfen der Parapsychologie vor, sie missbrauche Metaanalysen, um den falschen Eindruck zu erwecken, über die statistische Signifikanz sei bereits der Nachweis von Psi-Phänomenen gelungen. Ähnliche Probleme mit Metaanalysen wurden auch schon in der Medizin beobachtet. Jim E. Kennedy hat geschrieben, dass die Bedenken zum Gebrauch der Metaanalysen in Wissenschaft und Medizin auch die Probleme in der Parapsychologie mit ausmachen. Auch Post-hoc-Analysen, d. h. Auswertungen, bei denen nach Abschluss der Versuche die Auswertungsverfahren festgelegt werden, können einen falschen Eindruck erwecken, wenn sie nicht zur Hypothesenfindung dienen, sondern Psi-Effekte nachträglich ausweisen sollen.